# Lauri Törni
Lauri Allan Törni (né le 28 mai 1919 et mort au combat le 18 octobre 1965), plus tard connu sous le nom de Larry Thorne, est un officier finlandais qui combat pendant la guerre d'Hiver et la guerre de Continuation contre l'Union des républiques socialistes soviétiques (URSS). Il suit pendant cette période une formation par la Waffen-SS. Après l'armistice de Moscou instituant la paix entre la Finlande et l'URSS en 1944, il combat dans les troupes allemandes en Allemagne contre les Soviétiques. À la fin de la Seconde Guerre mondiale, il émigre aux États-Unis comme réfugié politique puis combat dans les forces spéciales américaines pendant la guerre du Viêt Nam. À ce titre, le parcours de Lauri Törni est particulièrement atypique.

## Jeunesse
Il nait à Vyborg, ville à l’époque finlandaise et aujourd’hui russe. Son père est officier de marine. En 1938, il est appelé pour le service militaire et suit les cours d’officier de réserve pendant la guerre d’hiver de 1940.

## Carrière

### Seconde Guerre mondiale

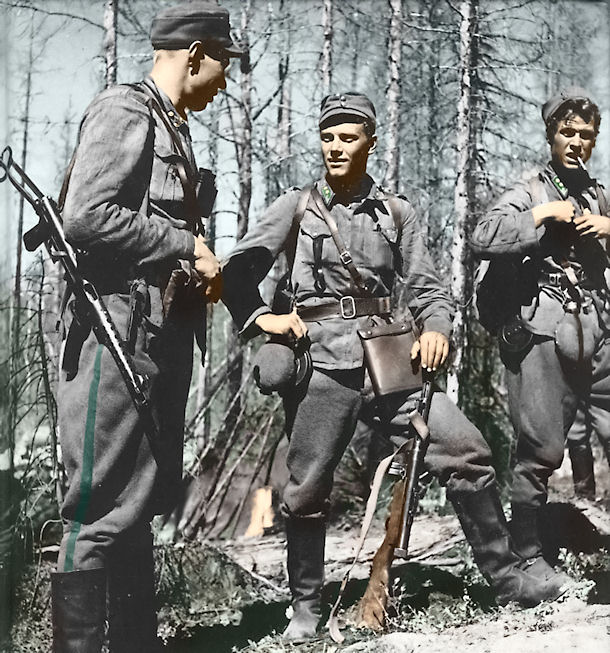
Törni (au centre) comme lieutenant finlandais.

Au début de la guerre il est affecté aux troupes de réserve de l'armée de terre finlandaise mais pendant la bataille du lac Ladoga il est envoyé au front. Il prend part à l’élimination des troupes de l'armée rouge encerclées à Lemetti selon la tactique  du motti utilisée par le général Hagglund.
Ses actions d’éclat pendant ces combats sont rapidement remarquées par ses supérieurs et il est envoyé suivre l’école d’officiers dont il sort sous-lieutenant. En 1941, il part en Allemagne et combat avec le grade de Untersturmführer dans le bataillon de volontaires finlandais de la Waffen-SS dont Rolf Nevanlinna était le parrain. Il revient en Finlande au commencement de la guerre de Continuation.
La réputation de Lauri Törni vient des succès remportés pendant la guerre de Continuation. En 1943 il est nommé à la tête d’une unité de la Sissi, unité d’infanterie légère chargée de la reconnaissance, du sabotage et de la guérilla. Surnommée Détachement Törni et spécialisée dans les opérations loin derrière les lignes ennemies cette unité était admirée d’un côté du front et crainte de l’autre. Le futur président finlandais Mauno Koivisto participa aux côtés de Törni à la bataille d'Ilomantsi du 26 juillet au 13 août 1944.
Le détachement Törni infligea de telles pertes aux unités russes qu’il fut le seul officier finlandais sur la tête duquel  l’armée soviétique plaça une récompense de trois millions de marks finlandais.

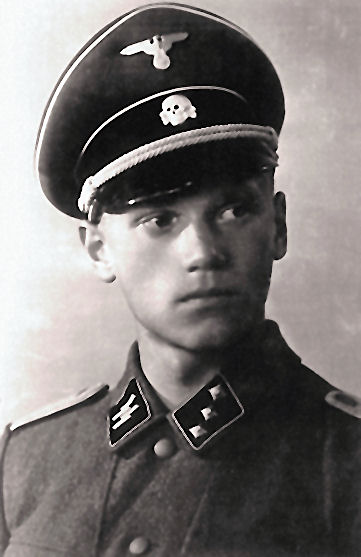
Lauri Törni en uniforme d'Untersturmführer de la Waffen-SS.

Il est promu capitaine en 1944 et décoré le 9 juillet 1944 de la croix de Mannerheim.
Törni n’accepte pas les termes de l’armistice de Moscou avec l’URSS qui oblige les Finlandais à prendre les armes contre les Allemands dans la guerre de Laponie. Rendu à la vie civile il est recruté en 1945 par un mouvement de résistance pro-allemand qui craignait l'occcupation de la Finlande par les Soviétiques. Il suit des cours de sabotage en Allemagne, combat avec le grade d’Hauptsturmführer et se rend aux troupes britanniques dans les derniers jours de la guerre.
De retour en Finlande, il est arrêté par la police politique Valpo sous influence communiste. Les Soviétiques veulent le juger à Moscou pour crimes de guerre. Il est condamné à six ans de prison pour trahison pour avoir rejoint l’armée allemande. Il est gracié en 1948 par le président Paasikivi.

### Armée américaine
En 1949, accompagné de son supérieur pendant la guerre Holger Pitkänen, Törni se rend en Suède où ils trouvent la protection de la baronne Von Essen qui recueille de nombreux officiers finlandais en fuite. Pitkänen est arrêté et renvoyé en Finlande. Törni s’embarque comme marin suédois et sous un faux nom sur le SS Bolivia en partance pour Caracas. Arrivé à destination il rencontre un autre de ses chefs en exil, le colonel Matti Aarnio.
En 1950, il s’embarque sur un cargo suédois à destination des États–Unis. Au large de l’Alabama, il saute par-dessus bord et rejoint la côte à la nage. Arrivé à New York, il travaille comme homme de peine et charpentier. En 1953, il reçoit un permis de séjour grâce à un acte du Congrès présenté par le cabinet d’avocats de la firme de William Joseph Donovan, ancien patron de l’Office of Strategic Services.
En 1954, Törni s’engage dans l’armée américaine sous le pseudonyme de Larry Thorne dans le cadre du « Lodge Act » (Public Law 957) promue par le sénateur républicain du Massachusetts Henry Cabot Lodge, Jr., qui permettait à des étrangers d'obtenir la citoyenneté américaine après cinq ans de service dans l'armée de terre des États-Unis. Il y est remarqué par un groupe d’officiers finno-américains connu sous le nom de « Marttinen's Men ». Plusieurs de ces officiers ont été recrutés par les Forces spéciales à leur création.
Il reçoit la formation des forces spéciales (cours de survie et de guérilla) et est nommé sous-lieutenant en 1957. En 1960 il est promu capitaine. De 1958 à 1962 il sert au 10th Special Forces Group en Allemagne de l’Ouest.
En 1963, il rejoint le détachement A-734 des Special Forces au Sud-Vietnam. En novembre, il combat dans le delta du Mékong et est décoré à deux reprises.
En 1965 il est affecté aux opérations de la base avancée de Kham Duc du Military Assistance Command, Vietnam – Studies and Observations Group (MACV/SOG) qui se prépare à envoyer des équipes de reconnaissance clandestines au-delà de la frontière sur la piste Ho Chi Minh au Laos (opérations Shining Brass). Le 18 octobre 1965, il embarque dans un des hélicoptères Sikorsky H-34 de la première mission Shining Brass. Dans une météo très mauvaise, les deux hélicoptères transportant l'équipe de reconnaissance parviennent à la déposer sur son objectif et repartir, tandis que le troisième appareil avec Thorne reste à proximité au cas où l'équipe rencontrerait un problème. Après avoir reçu un message radio de l'équipe au sol indiquant que tout va bien, Thorne rend compte à la base qu'il prend le chemin du retour. C'est le dernier message qui sera reçu de Thorne. Son appareil disparaît et les recherches seront infructueuses. Thorne est nommé major à titre posthume. Ses restes seront découverts en 1999 et identifiés officiellement en 2003. Son appareil s'était écrasé à 25 km de Danang dans une zone montagneuse. Thorne est inhumé au cimetière national d’Arlington, section 60, tombe 8136, le 26 juin 2003.

## Décorations
- Finlande : Chevalier de la Croix de Mannerheim
- Allemagne : Croix de fer de 2e classe
- États-Unis :
  - Purple Heart
  - Bronze Star
  - Distinguished Flying Cross

## Postérité
- Dans le livre Les Bérets verts de Robin Moore, le personnage de Sven Kornie est inspiré de Lauri Törni.
- Lors d'un vote organisé par l'émission de télévision finlandaise Suuret suomalaiset (« grands Finlandais ») en 2004, il fut élu 52e plus grand Finlandais de tous les temps.
- Le groupe de Power Metal suédois Sabaton rend hommage à Lauri Törni dans la chanson Soldier of 3 armies de l'album Heroes (2014)

## Source
- (en) Cet article est partiellement ou en totalité issu de l’article de Wikipédia en anglais intitulé « Lauri Törni » (voir la liste des auteurs).